# 马铭贤
马铭贤（1933年9月—），满族，河北省丰宁县人，中国人民解放军海军少将，中国人民解放军海军航空兵英雄模范。

## 生平
1947年7月，马铭贤参加东北民主联军。1950年2月加入中国共产党。第二次国共内战时期，历任东北民主联军第八总队二十二师六十六团战士，中国人民解放军第四野战军第十二兵团四十五军一三三师三九九团战士。中华人民共和国成立后，历任空军预科总队学员、中国人民志愿军空军联合司令部十七师四十九团飞行员。
马铭贤后来随团成为海军航空兵第十团（海空雄鹰团）飞行员。当时，台湾的中华民国空军经常袭扰福建及福州，而福州没有航空兵部队。中华人民共和国国防部部长彭德怀向毛泽东主席建议，派海军航空兵第十团进驻福州。1958年8月8日，海军航空兵第十团所在师师长李文模等领导到北京中国人民解放军空军刘亚楼司令员办公室紧急领受了进驻福州的任务。随后该团全部战机秘密转进至浙江衢州山区某机场。1958年8月13日，全团自衢州紧急起飞，低空隐蔽进入福州。转场落地仅40分钟，中华民国空军飞机便来袭。时任中队长的马铭贤率领所在中队战机自福建福州机场起飞，该中队将两架入侵的中华民国空军RF-84型侦察机击伤。为此，中共福建省委、福建省人民政府赠给该中队“马铭贤中队”锦旗。
马铭贤先后立二等功1次、三等功6次。后来，马铭贤历任大队长、副团长、团长、副师长、师长。后任中国人民解放军海军东海舰队航空兵副参谋长，中国人民解放军海军东海舰队航空兵后勤部部长，中国人民解放军海军航空兵后勤技术部副部长。1955年9月获授海军中尉军衔，并获解放奖章。后来晋升为海军上尉军衔，1963年4月晋升为海军大尉军衔。1988年9月获授海军少将军衔。1991年获中央军委授予中国人民解放军胜利功勋荣誉章。